# Raport (film 2019)
Raport (org. The Report) – amerykański film dramatyczny z 2019 w reżyserii Scotta Z. Burnsa, z Adamem Driverem w roli głównej, o śledztwie i raporcie amerykańskiej Senackiej Komisji Wywiadowczej na temat tortur CIA.
Film miał swoją premierę 26 stycznia 2019 podczas Sundance Film Festival. Do kin w Ameryce w szerokiej dystrybucji wszedł 15 listopada 2019. W Polsce zaprezentowano go podczas festiwalu Camerimage w Toruniu 13 listopada 2019.

## Fabuła
Daniel Jones, urzędnik amerykańskiego senatu, współpracujący z senator Dianne Feinstein, zostaje wyznaczony do przeprowadzenia śledztwa i przygotowania raportu w sprawie programu detencji i przesłuchań wszczętych przez CIA po zamachu 11 września 2001 roku. Urzędnik odkrywa, z jaką niczym nieuzasadnioną brutalnością traktowano więźniów i jak nieefektywnych metod używano. Publikacja raportu spotkała się ze sprzeciwem ze strony CIA i Białego Domu.

## Obsada
W filmie wystąpili, m.in.:
- Adam Driver jako Daniel J. Jones
- Annette Bening jako Dianne Feinstein
- Jon Hamm jako Denis McDonough
- Jennifer Morrison jako Caroline Krass
- Tim Blake Nelson jako Raymond Nathan
- Ben McKenzie jako oficer CIA
- Jake Silbermann jako oficer CIA
- Matthew Rhys jako reporter „New York Times”
- Ted Levine jako John Owen Brennan
- Michael C. Hall jako Thomas Eastman
- Maura Tierney jako Bernadette
- Sarah Goldberg jako April
- Lucas Dixon jako Julian
- Dominic Fumusa jako George Tenet
- Noah Bean jako Martin Heinrich
- Douglas Hodge jako James Elmer Mitchell
- Corey Stoll jako Cyrus Clifford
- T. Ryder Smith jako Bruce Jessen
- Fajer Al-Kaisi jako Ali Soufan
- Linda Powell jako Marcy Morris
- John Rothman jako Sheldon Whitehouse
- Joanne Tucker jako Gretchen
- Ian Blackman jako Cofer Black
- Zuhdi Boueri jako Abu Zubaydah
- Carlos Gomez jako Jose Rodriguez
- Ratnesh Dubey jako Chalid Szajch Muhammad
- Scott Shepherd jako Mark Udall
- Kate Beahan jako Candace Ames
- James Hindman jako inspektor generalny Buckley
- Austin Michael Young jako agent Miller
- Joseph Siravo jako John Rizzo